# Ignaz A Ladurner
Ignaz A Ladurner (francès: Ignaz Ladurner)  (Aldein, 1 d'agost de 1766 - Massy, 4 de març de 1839) Fou un compositor alemany

## Família
Ignatz Anton Ladurner era fill de Franz Xaver Ladurner (1735-1782) i de Maria Theresia (* 1744). El seu pare va treballar com a professor i organista a Aldein i més tard a Algund. Els avis paterns eren el ferrer Joseph Ladurner, que provenia de l'antiga família d'Algund “Bindhofer” i Margaretha Voglperger. Els avis materns eren Matthias Götsch i Maria Kröß.
Ladurner es va casar el 1797 a París amb el violinista Agathe Victoire Magnier de Gondreville († 1823), amb qui va tenir el fill Adolphe (1798-1856), que tenia això com a batalla. Es va fer conegut pintor retratista.

## Vida i treball
Ladurner va assistir a una escola primària i va rebre una formació musical bàsica del seu pare. De 1775 a 1782 va estudiar al seminari de nois de Benediktbeuern i després va treballar com a organista durant dos anys com a successor del seu difunt pare a Algund. El seu germà Joseph Alois es va fer càrrec d'aquesta posició. De 1784 a 1786 va viure a Múnic. Allà va rebre lliçons de música i va acabar el batxillerat el 1785. Després va treballar per a la comtessa Haimhausen i es va dirigir a França per compte seva el 1786. Va viure a la finca de la comtessa de Longueville a prop de Bar-le-Duc durant dos anys i després va lliurar aquesta feina al seu germà.
El juliol de 1788, Ladurner es va traslladar a París i hi va treballar com a "Maître de piano et compositeur". A partir de 1790, obres de piano i música de cambra creades per Ladurner van passar a imprimir-se regularment. El 1793 va tenir una actuació extremadament reeixida de la seva primera òpera Wenzel ou le Magistrat du peuple, seguida el 1796 de la seva òpera còmica Les vieux fous. El 1797 va ser nomenat professor de piano al recent creat Conservatori de París. Segons consta, va oferir fins a 15 hores de classes de piano al dia i, per falta de temps, ja no es va ocupar d'obres àmplies, sinó que només va compondre música de cambra.
Els estudiants de Ladurner al conservatori de París van obtenir molt bons resultats, i els seus estudiants privats van incloure diversos compositors més coneguts, incloent Alexandre Pierre François Boëly i Daniel Auber. Durant cert temps, Ladurner va exercir com a organista a la capella de la cort de Napoleó. El 1836 es va traslladar a la finca Villaine que havia comprat el 1819, a prop de Massy per problemes de salut.

## Estil
A diferència dels compositors parisencs contemporanis, Ladurner no només va compondre tradicionalment i temàticament estretament, sinó que també va utilitzar variacions harmòniques i cromàtiques audaces que recorden el romanticisme primerenc. Va recollir clarament influències de compositors com Muzio Clementi, però va desenvolupar el seu propi llenguatge tonal. Les seves obres de piano de vegades s'assemblen a les primeres obres de Beethoven.